# Leskovac
Leskovac je jedan od najvećih gradova u Srbiji koji je imao 78.030 stanovnika na popisu iz 2002. godine. Glavni je grad Jablaničkog okruga i nalazi se na jugu republike, 300 km od Beograda i 40 km od Niša.
Iako kao grad datira jos iz doba Rimskog Carstva, zvao se Glubočica pa Dubočica, a ime Leskovac grad je dobio po šumama leske tj. lešnika. Leskovčani i danas nalaze po svojim vrtovima novčiće i predmete iz doba Rimljana o čemu svjedoče i zbirke gradskog muzeja. Pored njega, postoje i muzeji-kuće iz doba vladavine Turaka, kao i tekstilni muzej u Strojkovcu, 10 km od centra grada.
Leskovac je naročito poslije Dugog svjetskog rata bio poznat po proizvodnji tekstila. Ta industrija danas nije tako razvijena, mnoge tvornice su u procesu privatizacije, pa zbog otpuštanja ima i dosta nezaposlenih. 
Brend koji obilježava ovaj grad je leskovački roštilj (Roštiljijada se održava svakog rujna i posjećuje je dosta turista, a Leskovčani često obaraju rekord u pečenju najvećih pljeskavica na svijetu). Tu se pripravlja i popularna leskovačka mućkalica, te uzgajaju u Srbiji poznate ljute papričice, takozvani džinčiki.
U gradu ima na desetine osnovnih i srednjih škola i gimnazija. Tu su i: Tehnološki fakultet, Viša tekstilna i Viša ekonomska škola.
Leskovačko kazalište radi više od 100 godina, a grad ima i više jako bogatih knjižnica.
Stanovništvo Leskovca čine Srbi (oko 97%), a ostali su Romi, Bugari, Makedonci...
U gradu funkcionira i više sportskih klubova: Zdravlje, Dubočica...
Leskovac je poznat po popularnim trubačima, bleh orkestrima, etno glazbi, kafanicama, ali i po dijalektu dosta različitim u odnosu na književni srpski jezik.

## Naseljena mjesta
Grad Leskovac ima 144 naseljena mjesta, od kojih su Leskovac, Vučje, Grdelica i Predejane naselja urbanog tipa.

## Vanjske poveznice
- Град Лесковац (srp.)
- Turistička Organizacija Leskovac (srp.)